# Vooravond
Het Nederlandse woord vooravond kent meerdere betekenissen. Zo kan het het eerste gedeelte van de avond zijn, inclusief het deel er net voor, globaal gesproken van 17u30 tot 19u. Het exacte tijdstip is echter onderhevig aan het tijdstip van de zonsondergang: in het hele taalgebied wordt vooravond in het algemeen vroeger aangevoeld in de winter, wanneer het eerder donker is, dan 's zomers. 
Ook kan vooravond verwijzen naar een hele avond die aan een belangrijke dag – of grote gebeurtenis – voorafgaat en al vol verwachting in het teken daarvan kan staan. Soms kan zo'n avond uitgebreid worden tot een hele dag, of zelfs een onbepaalde periode daaraan voorafgaand. 
Soms krijgt een vooravond een feestelijk karakter met zich mee, zoals kerstavond vóór Kerstmis. Ook wel een aparte naam, zoals Oudejaarsavond vóór het Nieuwjaar.
In de kerkelijke liturgie noemt men een vooravond vigilie, van het Latijn vigilia (dat wil zeggen 'de wacht (houden)'). De vigilies van belangrijke kerkelijke feestdagen hebben een eigen statuut, met als het ware voorbereidende liturgische tradities. Op de avond voor Pasen worden paaswakes gehouden. Op de avond voor Allerheiligen wordt Halloween gevierd.
Informeel wordt tegenwoordig de term vigilie of (het puristisch equivalent) wake ook wel toegepast op het vroeg-ochtendlijk daggetijde der Metten.